# SLC25A21
SLC25A21 (англ. Solute carrier family 25 member 21) – білок, який кодується однойменним геном, розташованим у людей на короткому плечі 14-ї хромосоми. Довжина поліпептидного ланцюга білка становить 299 амінокислот, а молекулярна маса — 33 303.
| 10         |  | 20         |  | 30         |  | 40         |  | 50         |
| ---------- |  | ---------- |  | ---------- |  | ---------- |  | ---------- |
| MSAKPEVSLV |  | REASRQIVAG |  | GSAGLVEICL |  | MHPLDVVKTR |  | FQIQRCATDP |
| NSYKSLVDSF |  | RMIFQMEGLF |  | GFYKGILPPI |  | LAETPKRAVK |  | FFTFEQYKKL |
| LGYVSLSPAL |  | TFAIAGLGSG |  | LTEAIVVNPF |  | EVVKVGLQAN |  | RNTFAEQPST |
| VGYARQIIKK |  | EGWGLQGLNK |  | GLTATLGRHG |  | VFNMVYFGFY |  | YNVKNMIPVN |
| KDPILEFWRK |  | FGIGLLSGTI |  | ASVINIPFDV |  | AKSRIQGPQP |  | VPGEIKYRTC |
| FKTMATVYQE |  | EGILALYKGL |  | LPKIMRLGPG |  | GAVMLLVYEY |  | TYSWLQENW  |

A: Аланін

C: Цистеїн

D: Аспарагінова кислота

E: Глутамінова кислота

F: Фенілаланін

G: Гліцин

H: Гістидин

I: Ізолейцин

K: Лізин

L: Лейцин

M: Метіонін

N: Аспарагін

P: Пролін

Q: Глутамін

R: Аргінін

S: Серин

T: Треонін

V: Валін

W: Триптофан

Задіяний у таких біологічних процесах, як транспорт, альтернативний сплайсинг. 
Локалізований у мембрані, мітохондрії, внутрішній мембрані мітохондрії.